# Karlheinz Miklin Jr.
Karlheinz Miklin Jr. (* 15. Januar 1971 in Klagenfurt) ist ein österreichischer Rock- und Jazzmusiker (Schlagzeug).

## Leben und Wirken
Miklin ist der Sohn des Saxophonisten Karlheinz Miklin. Er lernte zunächst Geige und spielte Klassik, bevor er am AIM Vienna und der Kunsthochschule Graz Jazz-Schlagzeug studierte. Seit 1989 gehört er zu The Base, einer der langlebigsten und mit 14 CDs auch erfolgreichen Indie-Rockbands Österreichs.
Miklin wirkte zudem 20 Jahre lang als Mitglied des Karlheinz Miklin Trios seines Vaters, hat mit diesem seit 2008 aufgenommen und auf Tourneen in Europa und Südamerika gespielt. Weiterhin gehört er zum Luis Bonilla/Sigi Feigl Quintett und begleitete Musiker wie Sheila Jordan, Enrico Rava, Michael Abene, Don Menza oder Dena DeRose. 2021 gründete er mit dem Trompeter Gerhard Ornig, dem Gitarristen Emiliano Sampaio und dem Bassisten Hrvoje Kralj das Quartett Following Footsteps, mit dem er 2023 die gleichnamige CD veröffentlichte.